# Lev Sedov
Pour les articles homonymes, voir Sedov.
Lev Lvovitch Sedov (en russe : Лев Львович Седов ; son nom étant également traduit par Léon Sedov), né à Saint-Pétersbourg le 24 février 1906 et mort dans des circonstances troubles à Paris 16e le 16 février 1938, est le fils de Léon Trotski et l'un de ses principaux collaborateurs.

## Biographie
Lev Sedov est le troisième enfant de Léon Trotski qui eut également deux filles (Zinaïda et Nina) d’une précédente union. Sa mère est Natalia Sedova, militante du groupe de l’Iskra (« L’étincelle »), qui reste la compagne de Trotski jusqu’à sa mort et dont elle a un deuxième fils, Sergueï, né deux ans après Lev.
Élevé dans les idées révolutionnaires, il partage dès l’enfance avec son jeune frère (ses sœurs aînées étant restées avec leur mère) les pérégrinations de ses parents, dues aux impératifs de la vie militante, des expulsions souvent, des internements parfois et des difficultés matérielles toujours. De ces résidences successives dans presque toutes les capitales d’Europe, il garde la pratique de nombreuses langues, oubliant même le russe que ses parents lui réapprendront.
Il a onze ans au début de la révolution d’Octobre. Il s’engage dès l’adolescence dans le mouvement de la jeunesse communiste (le Komsomol) n’hésitant pas à tricher sur son âge pour le faire.
Ce qui n’empêche pas les conflits de génération puisqu’il quitte le domicile familial à dix-sept ans pour vivre dans une communauté de militants aussi jeunes que lui. Il entreprend des études d’ingénieur et se révèle un étudiant brillant. Il se marie avec une jeune ouvrière en 1925, Anna Metallikova, dont il a un fils prénommé Lev lui aussi en 1926.
Dès 1923, il commence à militer aux côtés des oppositionnels à l’orientation bureaucratique prise par la direction du Parti dans une évolution et une logique parallèles à celle de son père plutôt que dans son sillage et en 1927, il est l’un des principaux dirigeants de l’Opposition unifiée dans les rangs du Komsomol.
Au moment de la déportation de Léon Trotski en 1928, il fait le choix de le suivre et c’est à Almaty, alors Alma-Ata, qu’il devient véritablement le collaborateur de son père, prenant en charge l’organisation matérielle de la vie des déportés et surtout l’organisation des liens avec les autres militants exilés par Staline. C’est là qu’il rode de manière efficace les méthodes de clandestinité imposées par les conditions de surveillance des déportés.
Trotski banni d’URSS et exilé en Turquie en 1929, Lev le suit prenant en charge le Bulletin de l'Opposition, qui pendant quelques années encore peut franchir clandestinement les frontières et parvenir en URSS. La collaboration avec le père se poursuit malgré des difficultés relationnelles créées par le caractère très tranchant de Trotski, les pressions morales, physiques et financières qui pèsent sur les exilés et des problèmes d’ordre privé où interviennent Jeanne Martin des Pallières, la nouvelle compagne de Sedov, et Zinaïda, fille aînée de Trotski, qui commence à souffrir de graves problèmes psychologiques.
La clé de la situation internationale se trouvant alors en Allemagne, c’est à Berlin que part Sedov, assumant la direction politique de la section allemande, la rédaction et l’acheminement en URSS du Bulletin de l’Opposition et les soins à Zinaïda. Tout cela dans un contexte de montée du nazisme et d’hostilité menaçante des partisans de la direction du Parti. Ce n’est qu’une fois la victoire d’Hitler consommée qu’il se résout à quitter l’Allemagne pour Paris. Il y trouve la section française des partisans de Trotski en pleine querelle de personnes plutôt que de théorie. C’est d’ailleurs cette atmosphère délétère qui le pousse à faire confiance un peu trop facilement aux Russes et c’est à ce moment que se joint à lui, comme principal collaborateur et homme de confiance, Mark Zborowski (alias Étienne), agent des services secrets soviétiques et d’ailleurs dénoncé, ou du moins suspecté, comme tel par certains trotskystes français.
Le dernier — et colossal — travail militant de Sedov est l’organisation d’un véritable contre-procès de Moscou ; travail synthétisé dans Le livre rouge sur le procès de Moscou, livre qui, selon les mots de Pierre Broué, « reste le point de départ de toute critique solide du procès des Seize ». C’est à ce moment qu’il devient une cible pour les tueurs des services secrets soviétiques, désigné sous le nom du « Fiston » dans leurs rapports et qu’il échappe à une tentative, vraisemblablement d’enlèvement, du côté de Mulhouse.

## Mort
À la mi-janvier 1938, il se plaint de violentes douleurs abdominales diagnostiquées comme un début d’appendicite. Le 8 février, une nouvelle crise le conduit à une hospitalisation à Paris, à la clinique Mirabeau tenue par des Russes blancs, 7 rue Narcisse-Diaz. Le directeur de la clinique, Boris Girmounski, est cependant un informateur du NKVD, chargé de l'anesthésier. Or, c'est le secrétaire de Sedov, Mark Zborowski (alias Étienne), agent du NKVD, qui l'oriente vers cette clinique.
Bien qu'inscrit comme ingénieur français, il est vu discutant en russe avec des infirmières et des médecins. Alors que l’opération, une appendicectomie, semble s’être déroulée normalement, il est retrouvé, quatre jours plus tard, délirant et divaguant dans les couloirs et manifestant des accès de fièvre soudains et inexpliqués. Une deuxième opération est tentée par le docteur Thalheimer à laquelle il ne survit pas.
À l'époque, les trotskistes soupçonnent un assassinat. Le débat n'est pas entièrement clos pour savoir qui de l’incompétence du chirurgien qui l’a opéré ou des services secrets soviétiques a tué Sedov ; l’ouverture des archives soviétiques aurait montré que Sedov a été empoisonné par un agent soviétique, une autre certitude est qu’il était traqué de très près, et depuis des années, par les tueurs.[réf. nécessaire]
Cependant, reprenant le dossier en 1983, le chirurgien Jean-Michel Krivine, frère d'Alain, découvre les symptômes d'une péritonite postopératoire (ou syndrome du cinquième jour), qui nécessite une intervention chirurgicale immédiate pour sauver le patient. Or, Thalheimer, dont l'incompétence était notoire dans les milieux médicaux, ne l'opère que deux jours plus tard. Cette version a été appuyée par l'ex-agent du NKVD Pavel Soudoplatov dans ses Mémoires publiés en 1994, dans lesquelles il écrit :
« Je n'ai découvert aucune preuve ni dans son dossier, ni dans celui de l'Internationale trotskiste, qu'il ait été assassiné. Si cela avait été le cas, quelqu'un aurait été décoré ou aurait revendiqué l'honneur, mais rien de tel ne s'est produit […]. Lorsque Eitingon et moi-même discutions avec Beria des plans d'élimination de Trotski, jamais la manière dont Sedov était mort n'avait été évoquée. Il est facile de penser qu'il a été assassiné, mais je ne crois pas que ce soit vrai, notamment pour une raison si forte : nous le surveillions si étroitement, et Trotski avait une si grande confiance en lui que, grâce à sa présence à Paris, nous étions informés de toutes les tentatives du mouvement visant à introduire des agents et du matériel de propagande en Union soviétique en passant par l'Europe. Le liquider signifiait que nous allions perdre tout contrôle sur les opérations trotskistes en Europe »
Il est enterré au cimetière parisien de Thiais.